# Chirothrips hamatus
Chirothrips hamatus är en insektsart som beskrevs av Filip Trybom 1895. Chirothrips hamatus ingår i släktet Chirothrips och familjen smaltripsar. Arten är reproducerande i Sverige. Inga underarter finns listade i Catalogue of Life.